# Bangittigudihal, Kalghatgi
Bangittigudihal là một làng thuộc tehsil Kalghatgi, huyện Dharwad, bang Karnataka, Ấn Độ.